# Hipòcrates de Siracusa
Hipòcrates (en llatí Hippocrates, en grec antic Ἱπποκράτης) fou un militar cartaginès però grec per part de pare i nascut a Siracusa.
Desterrat el seu pare de Siracusa per Agàtocles, se'n va anar amb la dona i fill a la terra de la muller, Cartago, on el noi va ser educat junt amb el seu germà Epícides de Siracusa. Va servir a l'exèrcit d'Hanníbal a Hispània i Itàlia junt amb el seu germà, on es va distingir. Després de la batalla de Cannes, Jerònim de Siracusa va enviar ambaixadors a Hanníbal i aquest va seleccionar als dos germans per tractar amb els siracusans i els va enviar a la capital siciliana l'any 215 aC.
Hipòcrates i Epícides van convèncer a Siracusa d'abandonar el camp romà, però l'assassinat de Jerònim poc després (214 aC) i la revolució que va seguir, va esguerrar els plans. Van demanar a les noves autoritats un salva conducte, però al cap de poc, degut als esdeveniments que es produïen, van aconseguir ser elegits generals en el lloc d'Andranòdor de Siracusa i Temist (Andranodorus i Themistus).
Quan els partidaris de Roma (que ara tenien el suport d'Andranòdor) van aconseguir el triomf, Epícides es va reunir amb al seu germà Hipòcrates a Leontins però aquest lloc va ser ocupat ràpidament per Marc Claudi Marcel i els dos germans van fugir a Erbessos.
Les crueltats dels romans van encoratjar als siracusans i als mercenaris estrangers al servei de Siracusa, i Hipòcrates i Epícides, que eren a Erbessos, es van aprofitar de la situació i quan els siracusians van enviar als mercenaris a buscar-los, els van convèncer i es van amotinar i van passar al seu costat; després van retornar a Siracusa amb els seus caps, apoderant-se de la ciutat sense gaire resistència l'any 213 aC. En aquell moment els van nomenar generals. Andranòdor no va tardar a ser assassinat.
Claudi Marcel va anar a assetjar Siracusa que els dos germans defensaven amb energia, i van obligar els romans a retirar-se. Epícides va quedar com a cap de Siracusa i Hipòcrates va passar a combatre a altres llocs de Sicília. Hipòcrates va marxar amb una força militar a Agrigent per cooperar amb Himilcó que havia desembarcat a Heraclea Minoa.
Els romans però van sorprendre Epipolae, la clau de Siracusa, de la que es van apoderar; Epícides va seguir resistint intentant coordinar-se amb Hipòcrates i amb les forces del general Himilcó. Hipòcrates va derrotar a Claudi Marcel a Acres i es va reunir amb Himilcó a Agrigent i va participar amb aquest general a les operacions a l'interior de Sicília. Marcel es va apoderar de quasi tota la ciutat de Siracusa menys Acradina i Ortígia i Hipòcrates i Himilcó van intentar un atac per salvar la ciutat, però els romans els van rebutjar i en acampar a la zona pantanosa del riu Anapos, es va declarar una epidèmia de pesta de la que van morir Himilcó i Hipòcrates. Epícides va resistir una mica més i després es va retirar a Agrigent on va restar fins al 210 aC.